# 辻元清美秘書給与流用事件
辻元清美秘書給与流用事件（つじもときよみひしょきゅうよりゅうようじけん）は、2002年（平成14年）に発覚した、社会民主党の国会議員やその秘書らによる詐欺事件である。辻元清美ら4名が公設秘書の給与1870万円を国から騙し取ったとして逮捕され、全員が有罪判決を受けた。

## 事件の概要

### 週刊誌の報道
2002年3月20日発売の「週刊新潮」が報道した、辻元の秘書給与流用疑惑内容は以下の通りである。
- 照屋寛徳参院議員（社民党所属）の常勤の私設秘書Hを、辻元は自身の政策担当秘書とした。
- その後、H秘書は照屋の公設第二秘書になったため、辻元の政策担当秘書を辞任した。
- その間のH秘書は「辻元の秘書」としての勤務実態がないにもかかわらず、辻元は「辻元の政策担当秘書としての給与」を月5万円の「名義料」としてH秘書に支払い、それ以外を流用した。

### 検察による冒頭陳述
2003年11月20日の初公判における検察の冒頭陳述は以下の通り。
1996年10月の衆院選で当選した辻元が資金不足のため政策秘書を採用できないことを知った土井たか子社民党党首の五島昌子政策秘書は、面識のあった元秘書Bに名義貸しを依頼し内諾を得る。その後五島から話を持ちかけられた辻元は躊躇ったものの受け入れ、自身の秘書Aとともに元秘書に依頼し承諾を得る。11月、AはBを辻元の政策秘書に採用する届けを衆議院事務局に提出し、1997年3月まで9回に渡りBの給与など457万円を受領。この間、Bの秘書としての勤務実態はなかった。
1997年3月、Bが別の衆議院議員の秘書になるため辻元はBの解職届けを提出。五島は参議院議員の私設秘書Hに名義貸しを依頼し承諾を得る。4月、AはHを政策秘書とする届けを提出し、Hが参議院議員の公設秘書となる1998年12月まで27回に渡り給与など1425万円を受領。この間、Hの辻元の秘書としての勤務実態はなかった。
2002年3月、前述の週刊誌報道を知った辻元はA、Hと口裏合わせをした上で名義借りを全面否定したが、社民党からの議員辞職勧告の意向を知り3月26日に辞職届を提出。同日の記者会見ではHに給与の一部しか渡していなかったことは認めたものの、名義借りは否定した。4月25日に行われた衆議院の参考人招致で、辻元はA、B、Hと口裏を合わせ勤務実態はあったと答弁した。

### 報道後
2003年6月に警視庁が辻元本人や元秘書らを事情聴取。
2003年7月18日、辻元本人と初代政策秘書、元公設秘書、名義借り指南役とされる土井たか子党首の元政策秘書ら4名が秘書給与詐欺容疑で警視庁捜査二課に逮捕された。東京地検特捜部は、衆議院での答弁から証拠隠滅の恐れがあったため逮捕に踏み切ったと主張した。逮捕後は、逮捕前の任意聴取での「政策秘書に勤務実態はあった」という主張が一転し、辻元と元秘書四人らは口裏合わせをして証拠隠滅を図った事実と詐欺容疑を全面的に認めた。2003年8月8日、保釈保証金1000万円を納めて保釈される。
2003年11月20日、東京地方裁判所で公判開始。2004年2月12日、懲役2年執行猶予5年の判決。検察、被告とも控訴せず、同月26日に判決が確定した。
裁判では「国民の負託ないし信頼に真っ向から背く背信行為であって悪質というほかない。現職の国会議員で社会的に注目される立場にあったのに両名が共謀して、本件のような悪質な詐欺事件を敢行し、しかも、その犯行後には、辻元が後にみるように虚偽内容の弁解を強弁するという国会議員としてあるまじき無責任な対応をしたため、国民に強い政治不信を招いたこともうかがわれるのであり、本件各犯行が社会に及ぼした悪影響も深刻なものがあるというべきである」と犯行形態・犯行の重大性について位置づけられた。一方で、秘書の名義借りについて元国会議員が実刑に処せられた2例と比較し、「辻元が被害弁償を済ませていること。国会議員に初当選した直後であり、知人かつ年長で議員秘書を務めた五島の薦めに乗ってしまった面がないわけではないこと、マスコミ関係者から執拗な取材攻勢を受けるなど、相応の社会的制裁を受けていること、NPO法、児童買春・児童ポルノに係る行為等の処罰及び児童の保護等に関する法律等の議員立法に尽力し、市民感覚を政治に持ち込んだなどと評価も受けていたこと、多数の知人・友人が寛大な処分を求める旨証言又は書面により訴えており、今後の更生への協力が期待できる親族や知人もいること」「辻元には余罪がなく、個人的用途に私用する意図まではなかった」と犯情の違いを指摘し、その反省の態度を信じて特に今回に限りその刑の執行を猶予するのが相当とした。
2009年2月27日午前0時、執行猶予期間満了。

## 事件について
辻元は本事件の釈明の際に「（秘書給与流用は）一種のワークシェア」と述べた。また落合恵子や佐高信らは、辻元を擁護するわけではなく市民派としての意見とした上で「逃亡や証拠隠滅の動きがないのに、逮捕するのはおかしい（ただし、上述のとおり辻元と元秘書四人全員が口裏合わせをして証拠隠滅を図っていた事実を当人たちが全面的に認めている）」「近親者を秘書登録し、勤務実態がほとんどないのに給与を得ている議員は他にもいる」「特定の議員を、特定の時期に狙い撃ちのようにして逮捕するのではなく、他の国会議員についても厳格な実態調査を行うべきだ」とする声明を発表した。
『週刊新潮』によると、辻元は裁判において犯行事実を全面的に認めた後も、「私の事件、メディアによる2次被害、3次被害みたいなのを今もやられてるからね」 と主張し、自らを本件における被害者と述べている。
櫻井よしこは本件について、「自らの疑惑に関しての説明責任を、全く果たす意志がない」「辻元は4月18日現在、入院中として国会への参考人聴取の予定もたたない。辻元の対処法はかつての保守系議員のそれとよく似ている。辻元は疑惑を追及され、辞任、辞職し、入院して追及を逃れようと試みている」と述べている。
週刊文春のインタビューで「留置所で東京地検特捜部から事実に反することを言われた」と主張しており、「権力というのは抑制的に使われないと人生をめちゃくちゃにされてしまう」と感じた、と述べている。

## 言及
逮捕者に土井たか子の元秘書も含まれていたため、当時の野党党首であった鳩山由紀夫は、似たような境遇の土井に対して「政治家は金銭に絡む疑惑事件が発生すると、しばしば『あれは秘書のやったこと』と嘯（うそぶ）いて、自らの責任を逃れようとしますが、とんでもないことです。政治家は基本的に金銭に関わる部分は秘書に任せており（そうでない政治家もいるようですが）、秘書が犯した罪は政治家が罰を受けるべきなのです」「土井党首は身を退かれるべきではないでしょうか」と発言している。